# La macchina ammazzacattivi
La Macchina ammazzacattivi és una pel·lícula de comèdia fantàstica italiana del 1952 dirigida per Roberto Rossellini i protagonitzada per Marilyn Buferd, William Tubbs i Clara Bindi. Forma part de la tradició del neorealisme dels anys de la postguerra. Havent ajudat el neorealisme a guanyar reconeixement internacional amb la seva obra de 1945 Roma, ciutat oberta, Rossellini estava intentant ramificar-se en diferents estils.

## Producció
Rossellini va començar a rodar la pel·lícula l'any 1948, però la producció es va veure assetjada per molts problemes. El rodatge de localització va tenir lloc als voltants d'Amalfi, Salerno i Trani.

## Argument
Un desconegut que diu ser Santa Andrea dona a Celestino, el fotògraf del poble una càmera màgica amb el poder de destruir els malvats. Quan es fa evident que ningú és immune, el fotògraf torna l'aparell al donant, que es desemmascara com un diable i es veu obligat a tornar a la vida a tothom.

## Repartiment
- Gennaro Pisano com a Celestino
- Marilyn Buferd com a turista nord-americana
- William Tubbs com a turista nord-americà
- Helen Tubbs com a turista nord-americana
- Giovanni Amato com a alcalde
- Clara Bindi com a Giulietta Del Bello
- Giacomo Furia com a Romano
- Aldo Giuffrè
- Carlo Giuffrè

## Recepció i crítica
| «           | Un Rossellini sui generis que prova la comèdia fantàstica, recolzat per l'humor sarcàstic i la ironia del gran Eduardo. La convenció del somni -una situació clàssica per presentar una realitat en què tot es fa possible, fins i tot una càmera que actua com a raig de la mort- està aquí al servei d'una faula bondadosa en què els humils troben, per uns instants, la seva redempció i la seva venjança. | » |
| — Fantafilm | |   |